# Jørn H. Sværen
Jørn Henrik Sværen (Drammen, Norveška, 12. studenoga 1974.) norveški je pisac, izdavač, prevoditelj i glazbenik. 

## Životopis
Sværen je upoznao Kristoffera Rygga tijekom koncerta sastava Morbid Angel u Norveškoj. Obojica su bili dio rastuće scene norveškog black metala. Sværen je svirao demosnimke na lokalnom radiju i radio je za časopis Orcustus s Bårdom Eithunom iz skupine Emperor. U 1990-ih pisao je i prevodio tekstovi za Ulverove albume Vargnatt, Nattens Madrigal – Aatte Hymne til Ulven i Manden i Arcturusov albumu La Masquerade Infernale. Od 2000. član je sastava Ulver, ali se ne smatra glazbenikom jer ne zna dobro svirati instrumente.
Sværen je bio vlasnik kuće H Press sve do njenog zatvorenja krajem 2009. Objavljuje vlastita djela, uglavnom poeziju. Također je preveo na norveški djela Emmanuela Hocquarda i Claduea Royet-Journouda. Živi u Oslu.

## Diskografija
S Ulverom
- Blood Inside (2005.)
- Shadows of the Sun (2007.)
- Wars of the Roses (2011.)
- Childhood's End (2012.)
- Messe I.X–VI.X (2013.)
- Terrestrials (2014.)
- ATGCLVLSSCAP (2016.)
- Riverhead (2016.)
- The Assassination of Julius Caesar (2017.)
- Flowers of Evil (2020.)